# Besneville
Besneville ist eine französische Gemeinde mit 662 Einwohnern (Stand: 1. Januar 2022) im Département Manche in der Region Normandie. Sie gehört zum Arrondissement Cherbourg und zum Kanton Bricquebec-en-Cotentin.
Sie grenzt im Nordwesten an Fierville-les-Mines, im Norden an Saint-Jacques-de-Néhou, im Osten an Saint-Sauveur-le-Vicomte, im Südosten an Taillepied und Neuville-en-Beaumont, im Süden an Canville-la-Rocque und im Südwesten an Port-Bail-sur-Mer mit Portbail.

## Bevölkerungsentwicklung
| Jahr      | 1962 | 1968 | 1975 | 1982 | 1990 | 1999 | 2008 | 2018 |
| --------- | ---- | ---- | ---- | ---- | ---- | ---- | ---- | ---- |
| Einwohner | 764  | 682  | 580  | 564  | 536  | 516  | 659  | 663  |

## Sehenswürdigkeiten
- Kirche Saint-Florent, Monument historique seit 1993
- Ehemalige Mühle und heutige Kapelle auf dem Mont de Besneville

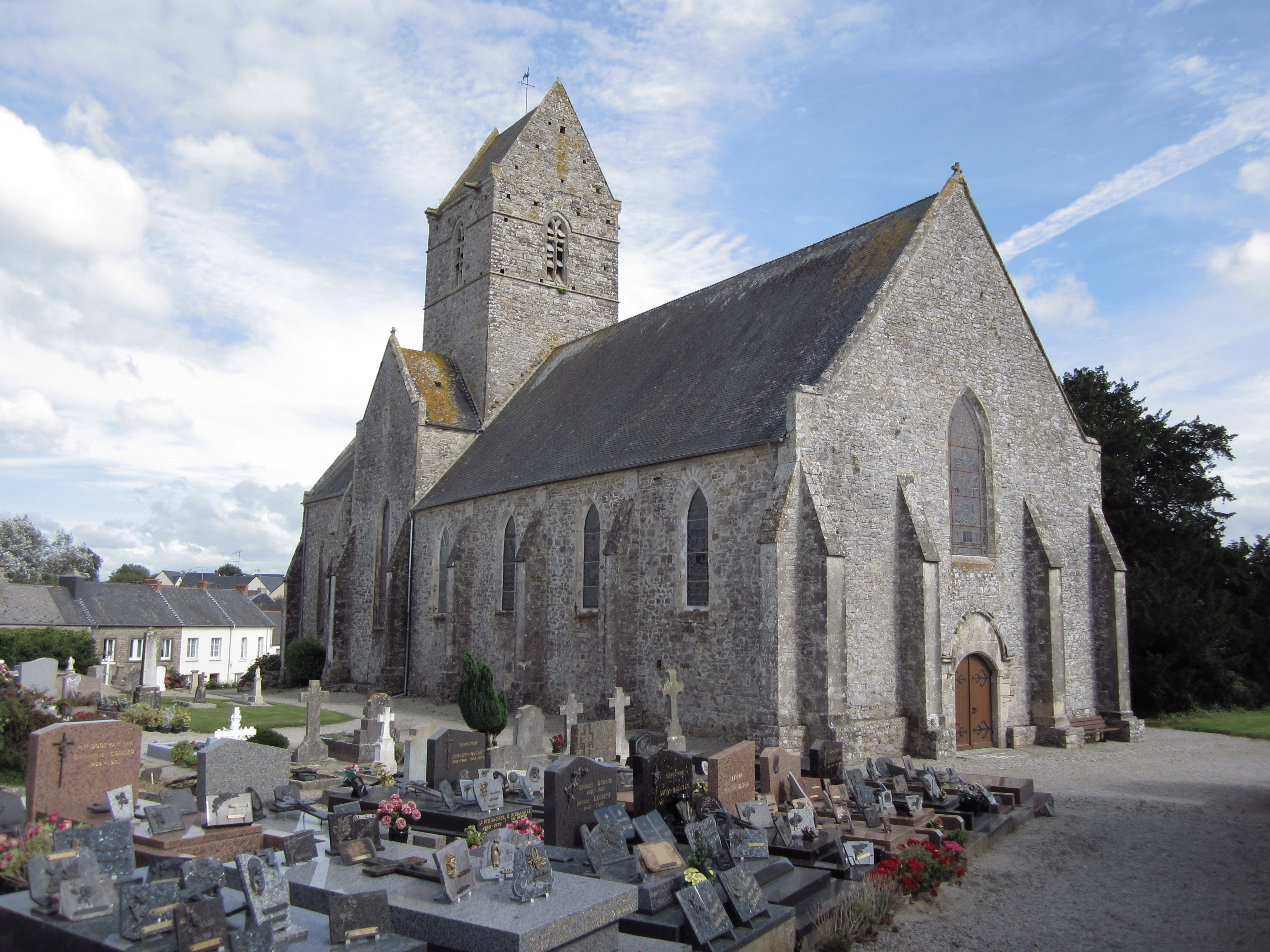
Kirche Saint-Florent
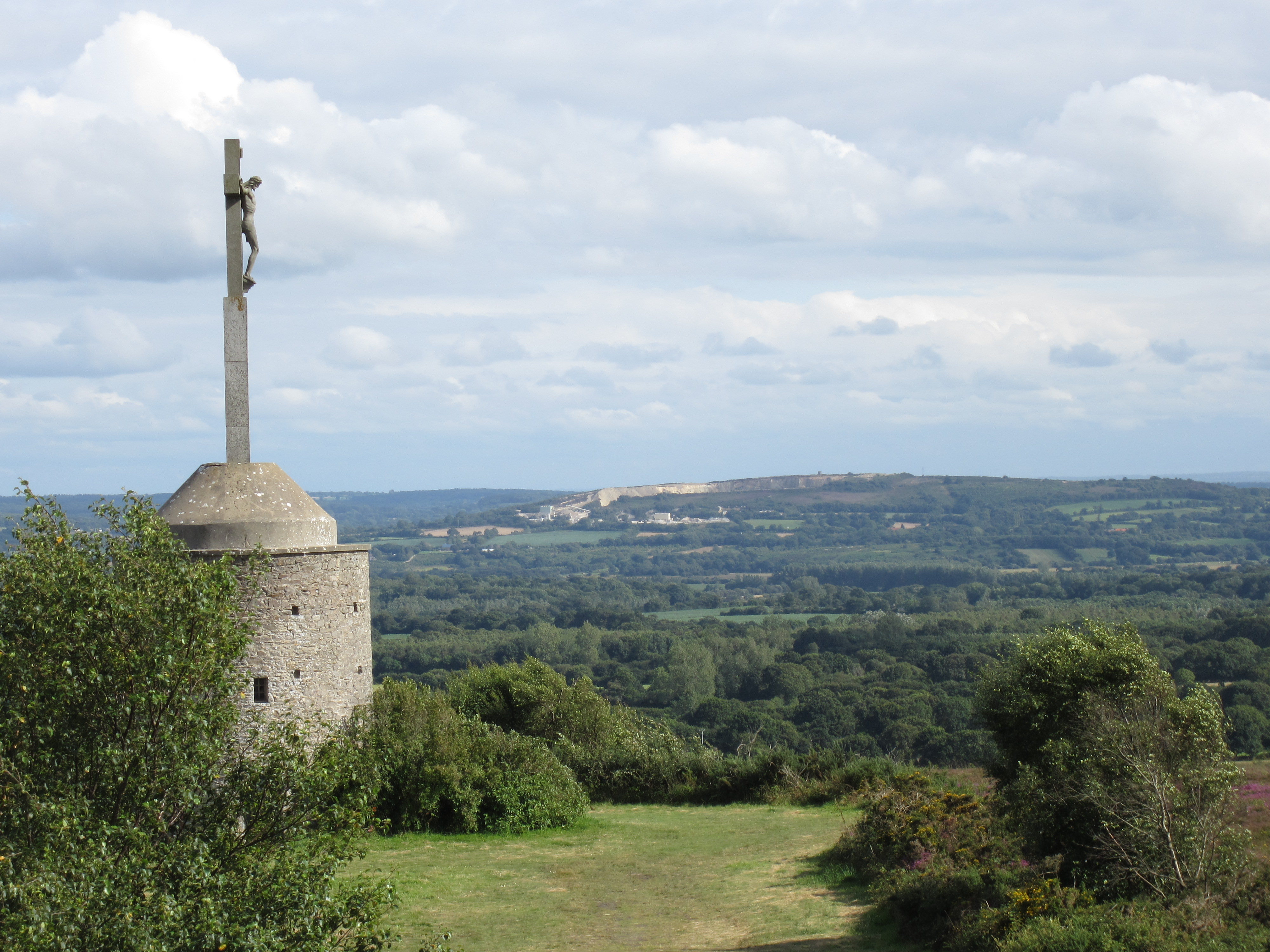
Ehemalige Mühle und heutige Kapelle mit einem Kruzifix
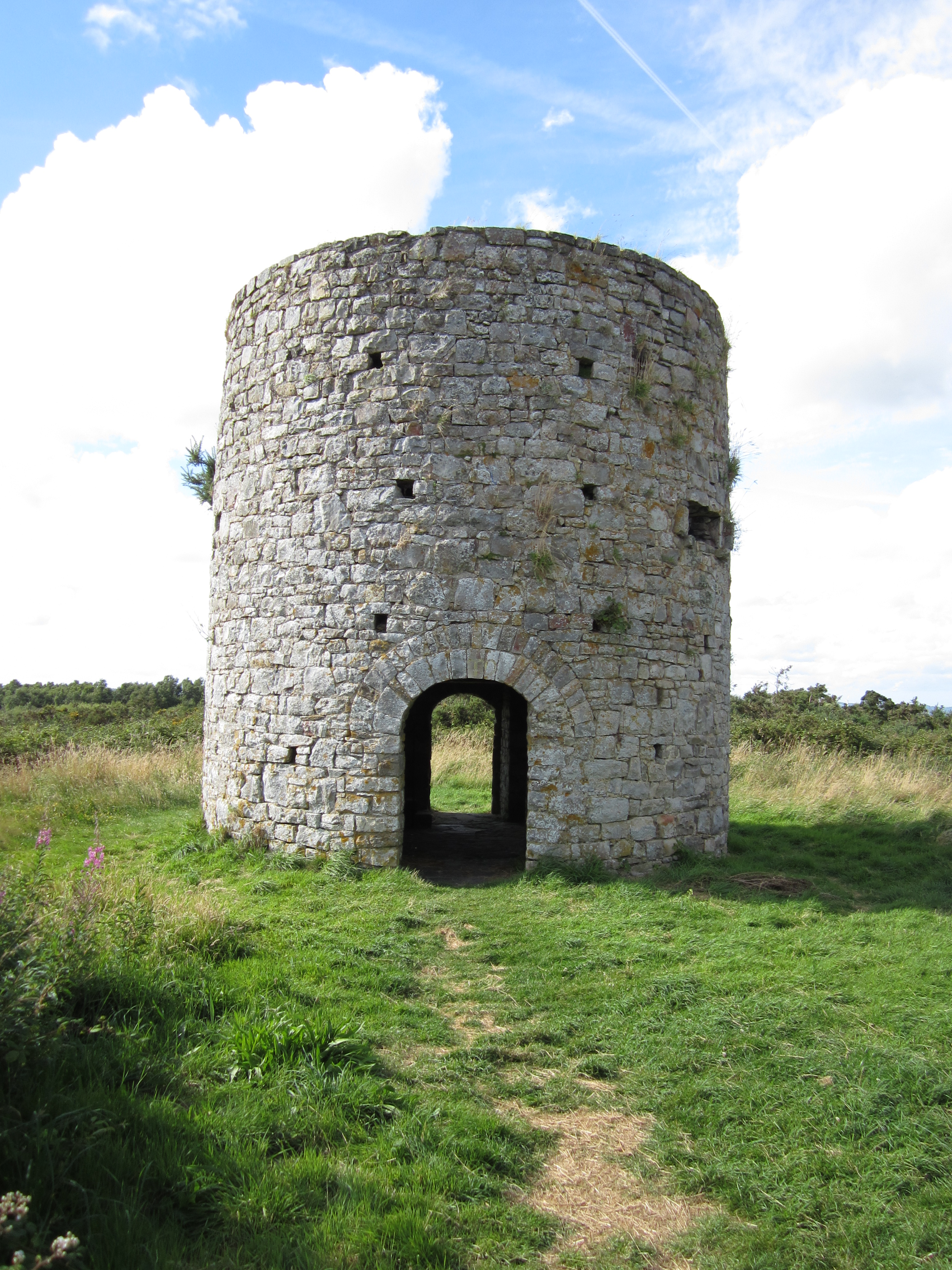
Weitere ehemalige Mühle auf dem Mont de Besneville